# ELU konsult

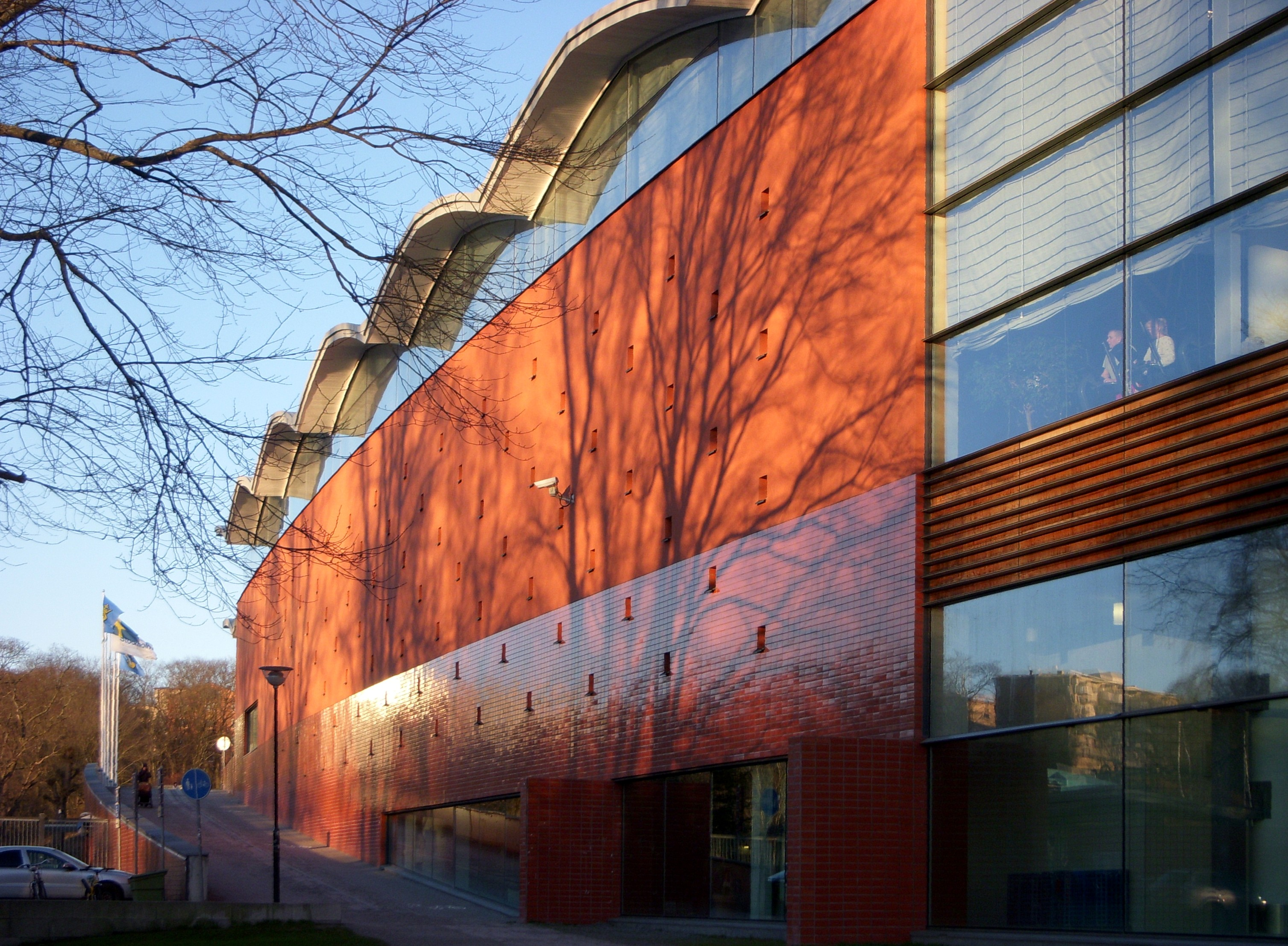
Eriksdalsbadet, var ett av ELU:s konstruktionsuppdrag 1999.

ELU konsult är ett svenskt konstruktionsföretag inom bygg, anläggning, vattenbyggnad och geoteknik med huvudkontor i Stockholm och elitkontor i Göteborg och Malmö

## Historik
Företaget grundades 1969 i Stockholm av Håkan Ehnström (ansvarig för  bro- och anläggningsavdelningen i Stockholm), Einar Lundén (ansvarig  för hus- och industriavdelningen i Stockholm) och Mats Uppenberg (ledde ett avdelningskontor i Gävle). Efternamnens begynnelsebokstäver blev firmans namn ELU. Idag (2019) har ELU drygt 230 medarbetare, som är anställda på tre kontor (Stockholm, Göteborg och Malmö). Omsättningen ligger på cirka 375 miljoner kronor (2018).

## Konstruktionsuppdrag (urval)
- Nya Skurubron (pågående)
- Slussen (pågående)
- Svindersviksbron (2014-2015)
- Helix (2013-2014)
- Hornstull, handelsplats (geokonstruktör 2013)
- Victoria Tower (2011)
- Mall of Scandinavia (2011-2015)
- Söderströmstunneln (2010-2013)
- Stockholm Waterfront (2010)
- Bonniers konsthall (2006)
- Rica Talk Hotel (2006)
- Eriksdalsbadet (1999)
- Stäketbron (spårtrafik) (1998-2000)
- Alviksbron (1999-2000)
- Saltsjöbron (1999-2002)
- Södra länken (1997-2004)

## Bilder (uppdrag i urval)

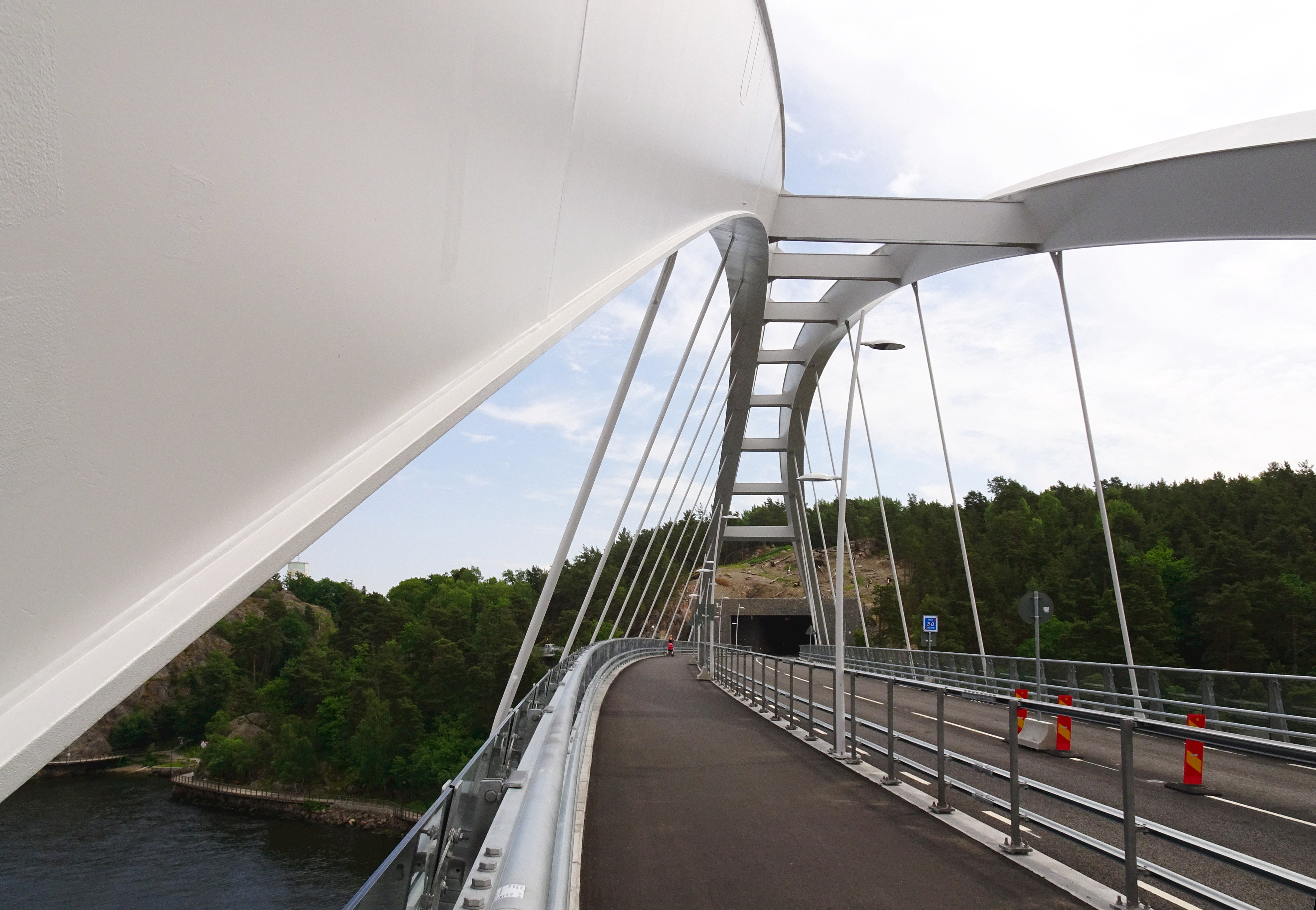
Svindersviksbron.
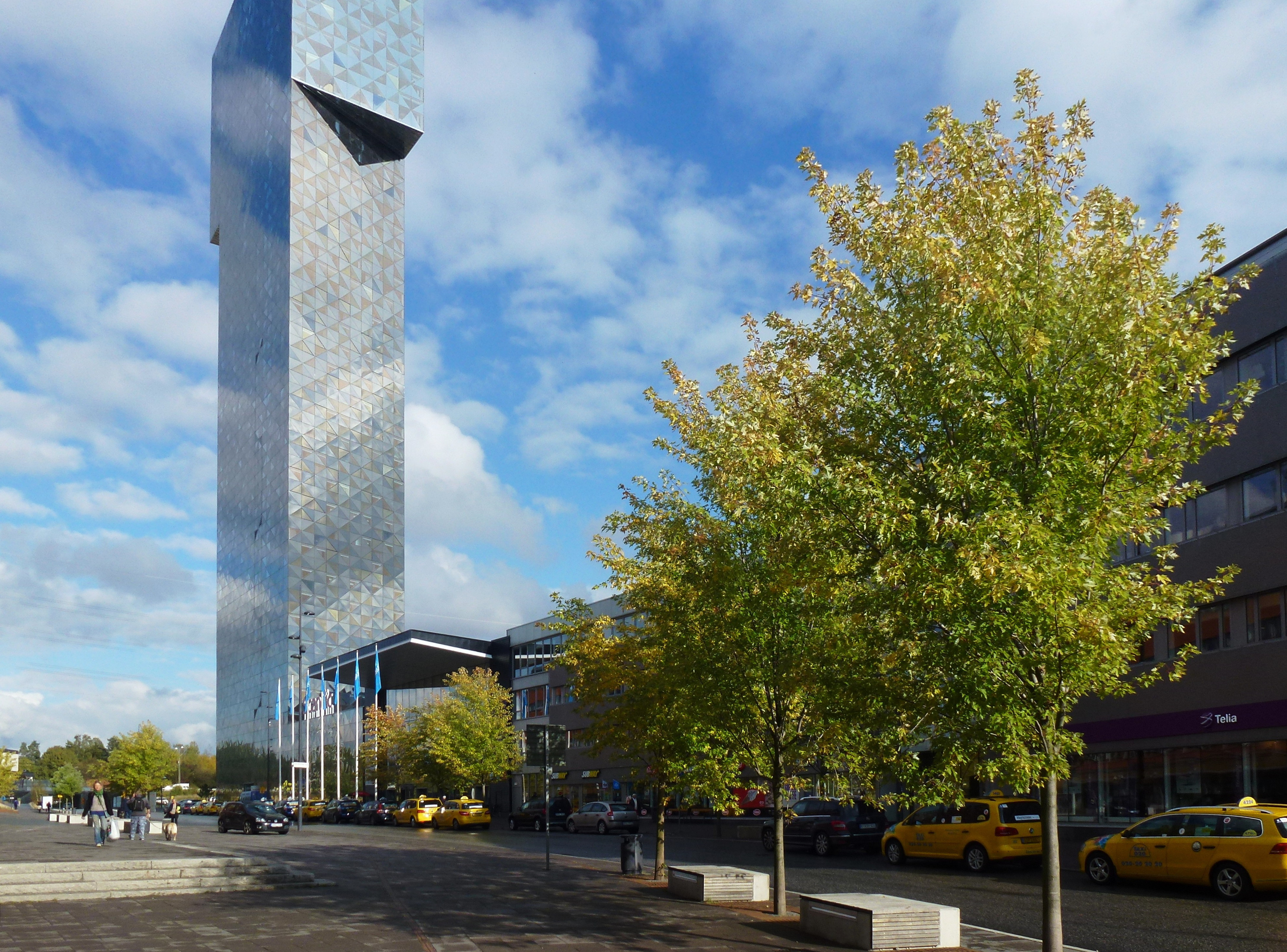
Victoria Tower.
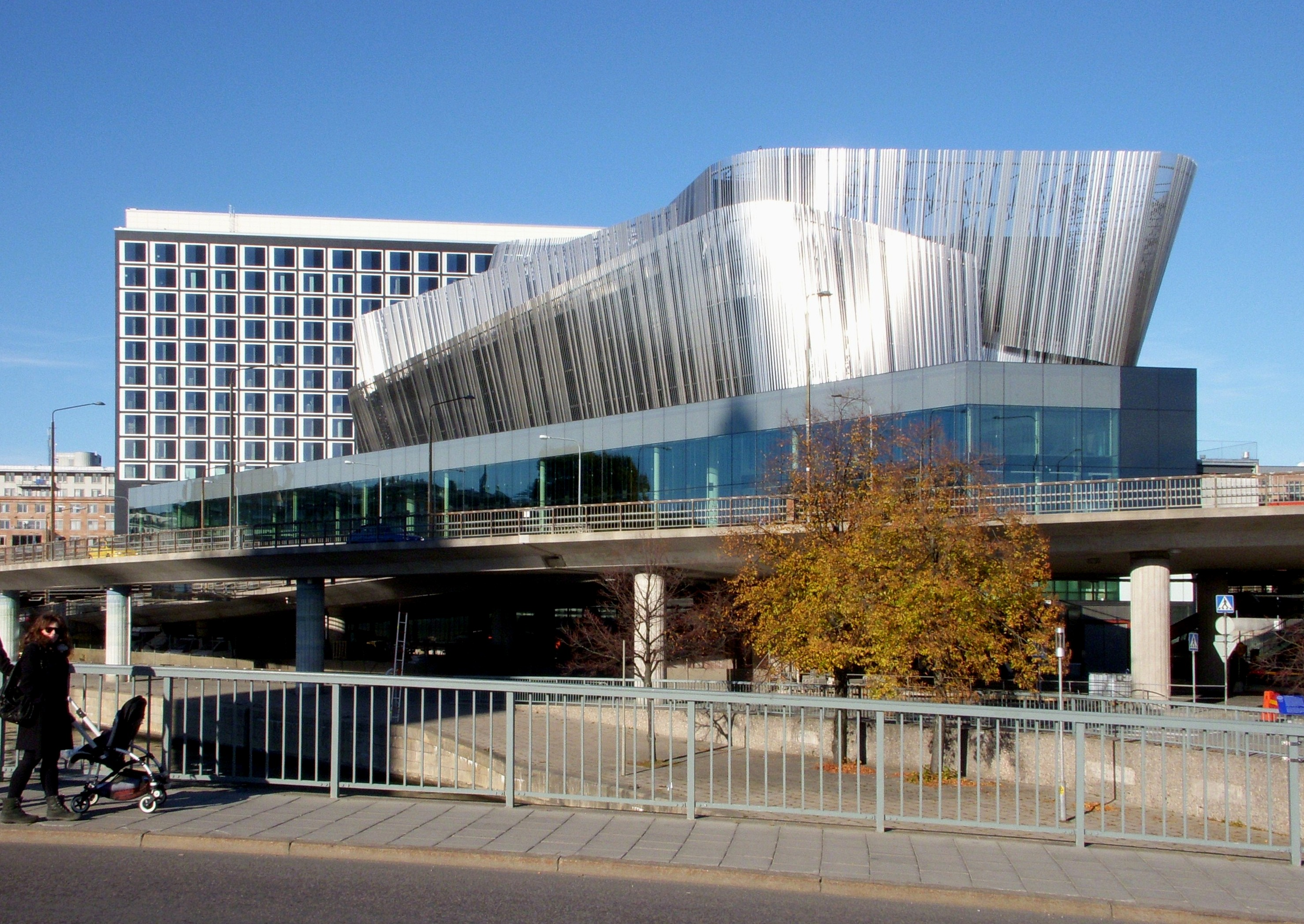
Stockholm Waterfront.
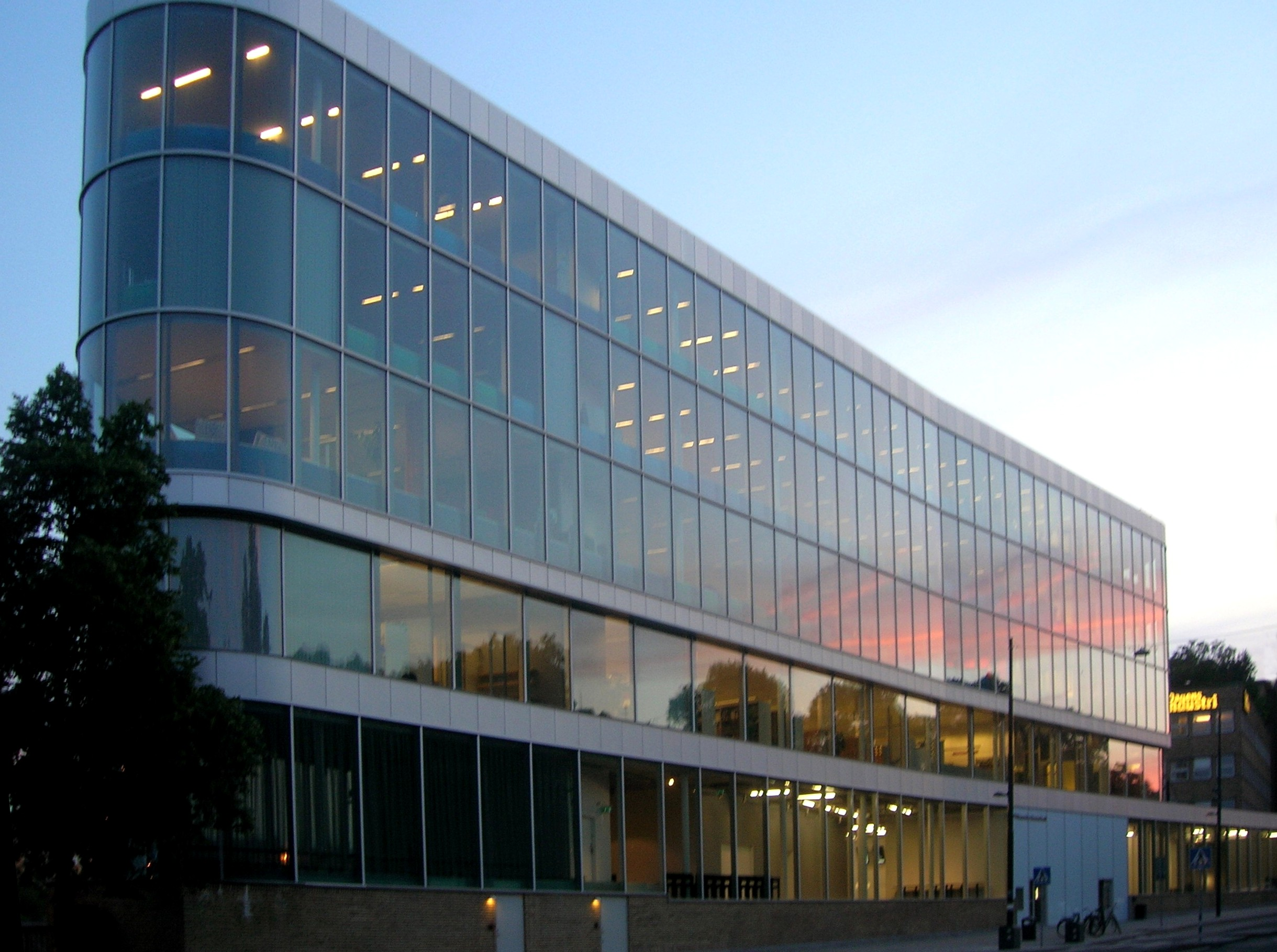
Bonniers konsthall
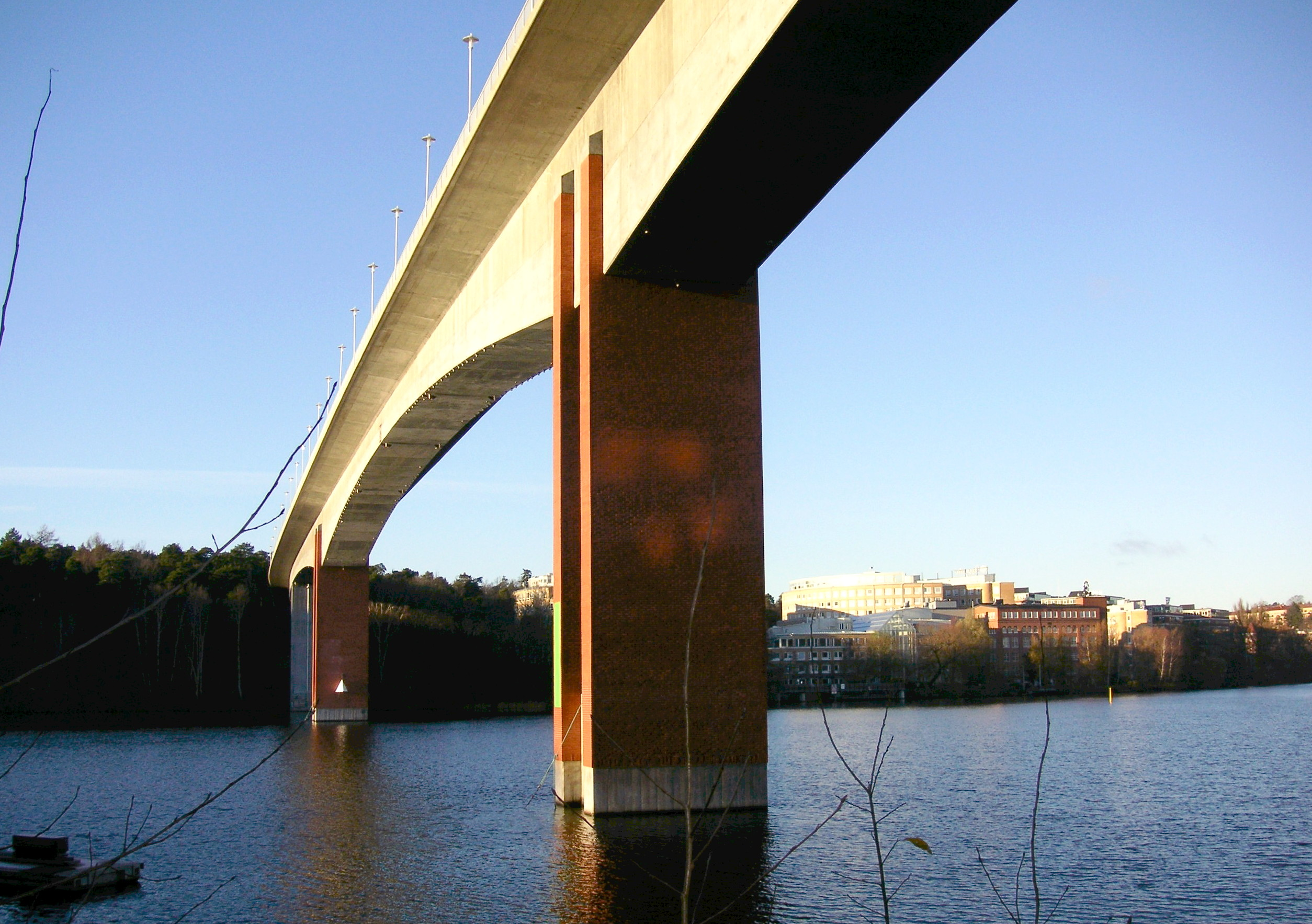
Alviksbron.
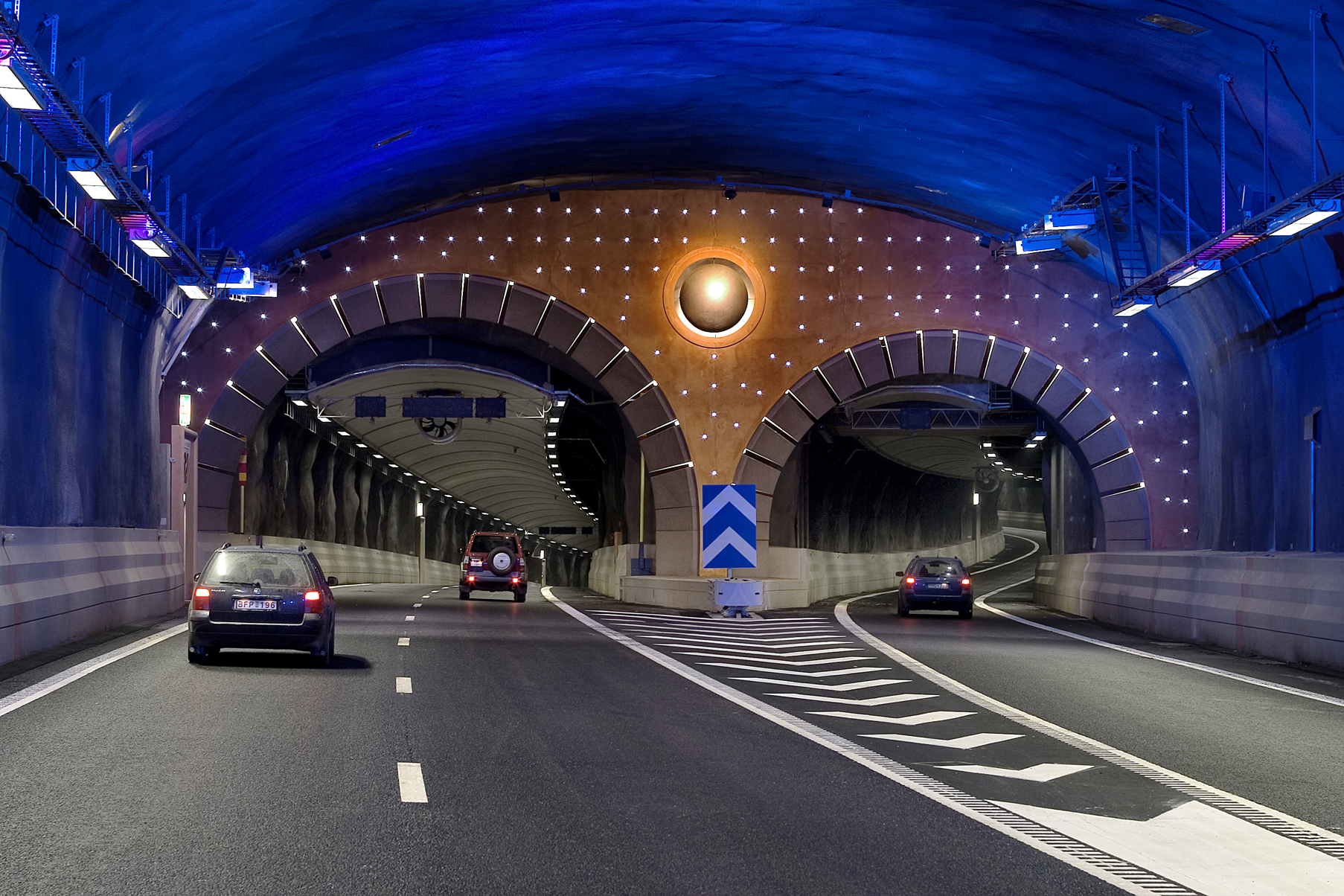
Södra länken.
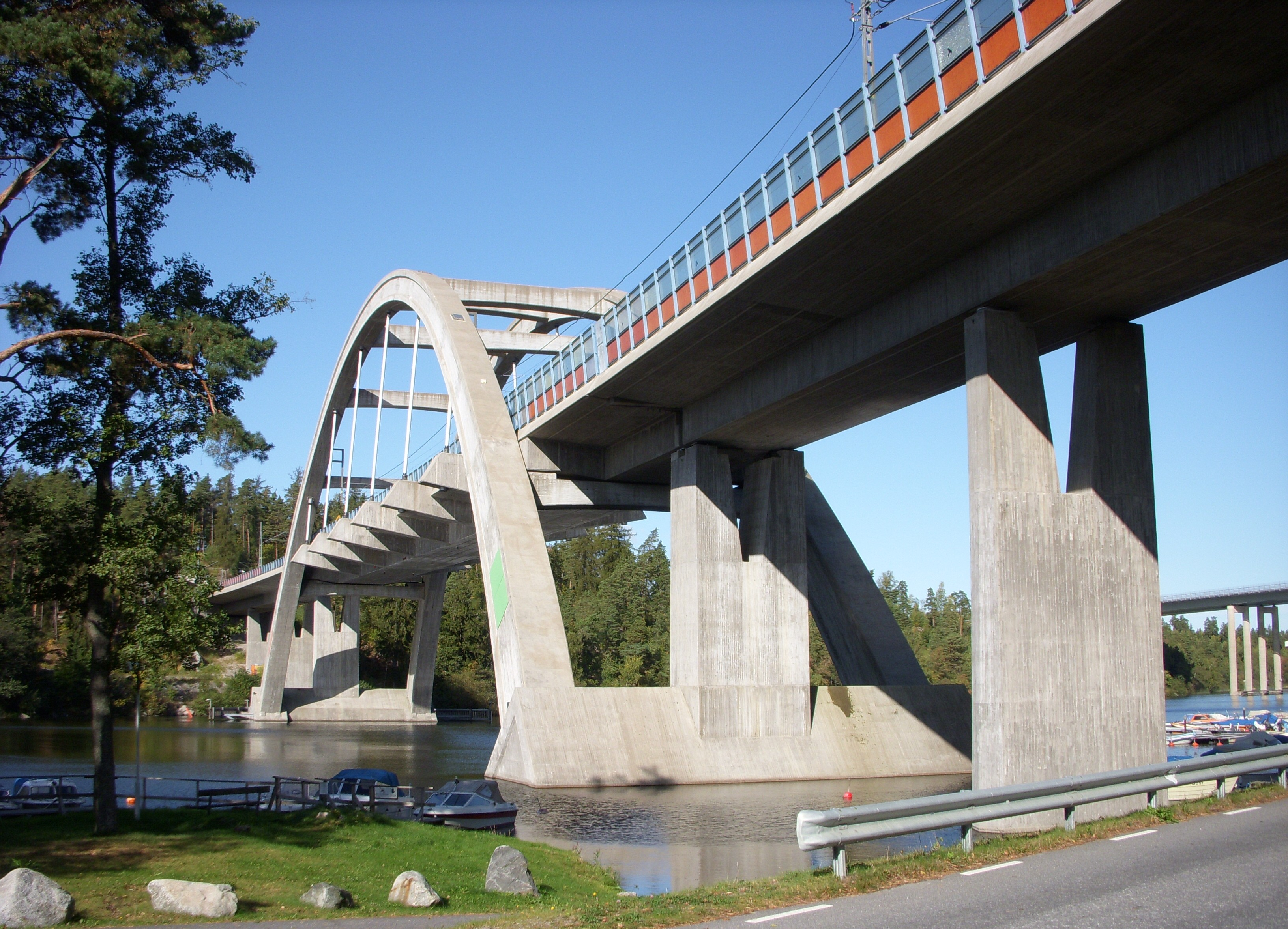
Stäketbron (spårtrafik).
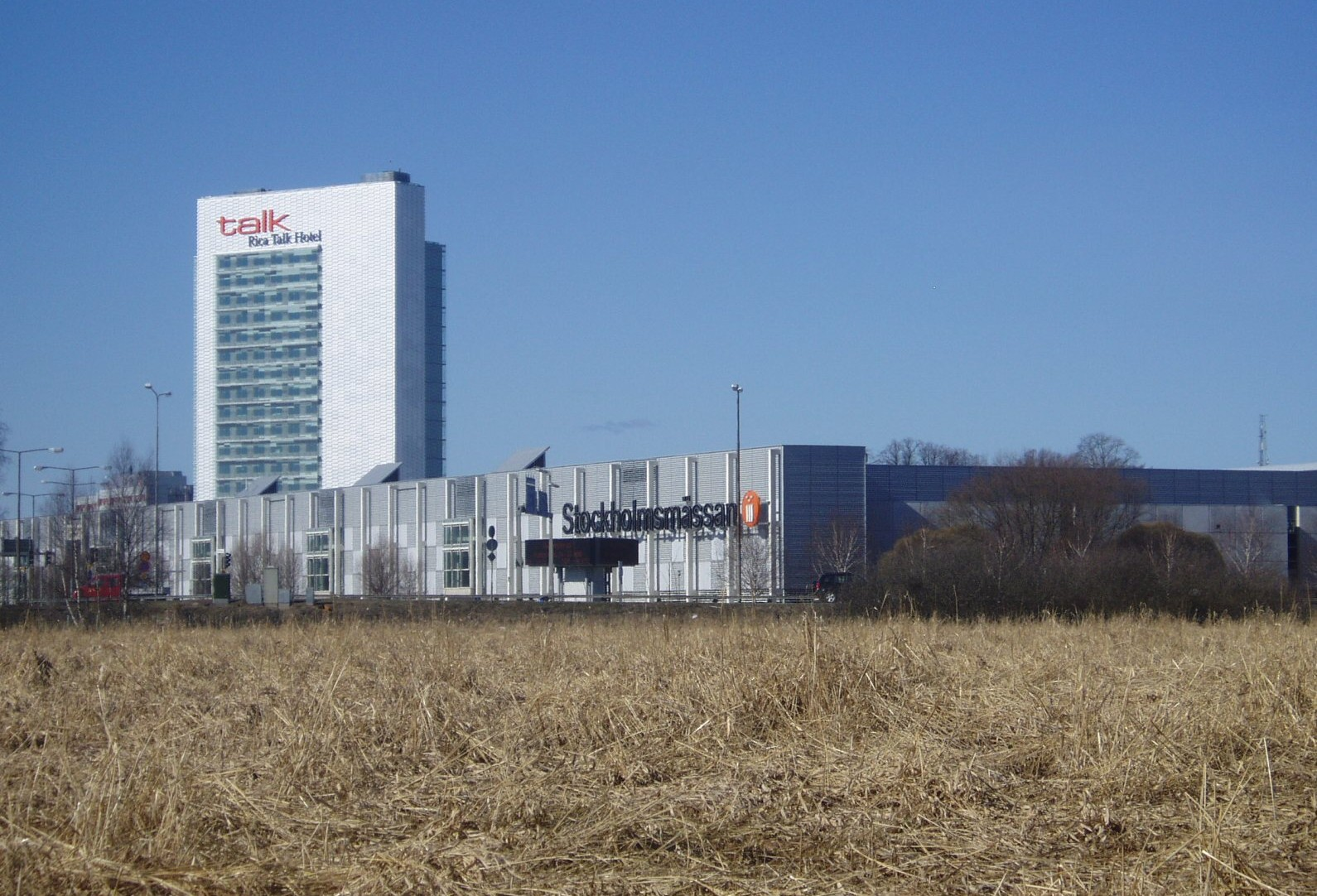
Rica Talk Hotel.